# Leontocaris vanderlandi
Leontocaris vanderlandi is een garnalensoort uit de familie van de Hippolytidae. De wetenschappelijke naam van de soort is voor het eerst geldig gepubliceerd in 2001 door Fransen. Het is een vernoeming naar de Nederlandse zeebioloog Jacob van der Land.